# Wilfredomys oenax
Wilfredomys oenax (Thomas, 1928) è un roditore della famiglia dei Cricetidi, unica specie del genere Wilfredomys (Avila-Pires, 1960), diffuso nell'America meridionale.

## Descrizione

### Dimensioni
Roditore di piccole dimensioni, con la lunghezza della testa e del corpo tra 112 e 145 mm, la lunghezza della coda tra 161 e 186 mm, la lunghezza del piede tra 29 e 35 mm, la lunghezza delle orecchie tra 12 e 22 mm e un peso fino a 61,3 g.

### Caratteristiche craniche e dentarie
Il cranio presenta un rostro relativamente corto, arcate zigomatiche ampie e il palato corto. I fori palatali sono lunghi e larghi. Gli incisivi sono ortodonti, ovvero con le punte rivolte verso il basso.
Sono caratterizzati dalla seguente formula dentaria:

### Aspetto
Le parti dorsali sono bruno-arancioni striate di grigio con la base dei peli grigia, mentre le parti ventrali sono bianco-giallastre. Una macchia giallo-brunastra è presente sulla groppa. Il muso è appuntito e l'estremità è insolitamente giallo-rossastra brillante. Le vibrisse sono lunghe e scure. Il dorso delle zampe è ricoperto di piccoli peli biancastri e giallo-brunastri, le piante dei piedi sono fornite di sei cuscinetti carnosi. Le orecchie sono ricoperte di corti peli giallo-brunastri. La coda è molto lunga, marrone sopra, leggermente più chiara sotto, ricoperta di corti peli giallo-brunastri e termina con un piccolo ciuffo di peli.

## Biologia

### Comportamento
È una specie arboricola.

### Alimentazione
Si nutre di parti vegetali e bacche.

## Distribuzione e habitat
Questa specie è diffuso in maniera frammentata negli stati brasiliani sud-orientali di San Paolo, Santa Catarina, Paranà, Rio Grande do Sul e in Uruguay. Probabilmente è presente anche nello stato di Minas Gerais.
Vive nelle foreste montane e a galleria con predominanza di epifite.

## Conservazione
La IUCN Red List, considerato l'areale inferiore a 500 km², la sua diffusione seriamente frammentata e il declino nell'estensione del proprio habitat forestale, classifica W.oenax come specie in pericolo (EN).